# Jaap Sala
J.F. (Jaap) Sala (Oude-Tonge, 23 januari 1949) is een Nederlands politicus van de PvdA.
Van 4 september 1978 tot 31 oktober 1987 was hij wethouder van Hellevoetsluis. Van 1 november 1987 tot 15 februari 1997 was hij burgemeester van Brielle, en van 1997 tot 2002 burgemeester van Wageningen. Daar vertrok hij in 2002 na onenigheid met de gemeenteraad. Zijn vertrek leidde een hectische periode voor Wageningen in. In 2005 kwam daar met de komst van burgemeester Geert van Rumund een einde aan, nadat in de tussenliggende periode Alexander Pechtold, de waarnemers Geke Faber en Chris Rutten en diverse locoburgemeesters de burgemeesterszetel warm hadden gehouden.
In 2003 werd hij burgemeester van de Zeeuwse gemeente Sluis en acht jaar later ging hij daar vervroegd met pensioen.